# 5º Jamboree mondiale dello scautismo
Il 5º Jamboree mondiale dello scautismo si tenne a Vogelenzang, Bloemendaal nei Paesi Bassi dal 31 luglio al 9 agosto 1937. Nel campo c'erano 650 wc e 120 docce per questo viene ricordato come il jamboree più pulito fino al Jamboree svolto in West Virginia nel 2019. L'evento fu aperto dalla regina Guglielmina dei Paesi Bassi. Il campo fu diviso in 12 sottocampi distinguibili per il colore. Durante la cerimonia finale Baden Powell, prevedendo l'aria di guerra che stava investendo l'Europa e il giorno della sua morte disse: